# 興福寮
興福寮，原寫為興福藔，是新北市淡水區的一個地名，位於該區東南部，範圍大致為樹興里東南部。

## 歷史
台灣清治末期至日治前期，興福寮地區為一街庄，稱為「興福藔庄」，隸屬於芝蘭三堡。該庄北與水梘頭庄為鄰，東與頂北投庄為鄰，南邊為小坪頂庄、三空泉庄，西邊為樹林口庄。
1901年（日治明治三十四年）11月，該庄隸屬於臺北廳，編入第二十六區。1906年（明治三十九年）1月，第二十六區、二十七區的部分街庄合併為「水梘頭區」，該庄屬之。1920年（大正九年），該庄改制並改名為「興福寮」大字，隸屬於臺北州淡水郡淡水街。
戰後淡水街改制為淡水鎮，隸屬於臺北縣，大字亦改制為里。2010年12月，臺北縣升格為新北市，淡水鎮亦改制為淡水區。